# Svartabborrtjärnen (Älvsby socken, Norrbotten)
Svartabborrtjärnen är en sjö i Älvsbyns kommun i Norrbotten och ingår i Piteälvens huvudavrinningsområde.